# Muscat de Lunel
Muscat de Lunel ist ein französischer Süßwein, der zur Familie der Vin Doux Naturel gehört. In den Gemeinden Lunel, Lunel-Viel, Vérargues und Saturargues wird ein süßer Muscat-Wein erzeugt. Das Gebiet liegt etwa auf halbem Weg zwischen Montpellier und Nîmes im Département Hérault.
Der Boden besteht aus einem stark eisenhaltigen Lehm, der dadurch rot gefärbt ist. Der Lehm ist von Geröll alpinen Ursprungs aus dem Erdzeitalter des Pleistozän durchsetzt. Diese Schicht kann zum Teil 5–6 Meter stark sein.
Die Vorschrift verlangt, dass der Most mindestens 252 g Zucker pro Liter enthält (siehe Mostgewicht), was bereits einem Ausleseniveau entspricht. Seine Alkoholische Gärung wird durch den Zusatz von 95%igem Weingeist abgestoppt. Dabei müssen dann mindestens 125 g unvergorener Zucker pro Liter im Wein verbleiben. Der Basisertrag liegt mit 28 hl/ha sehr niedrig. Diese Regel wurde seit dem Jahrgang 1993 jedoch nahezu systematisch verletzt, so dass der Ertrag zurzeit eher bei 33–36 hl/ha liegt.
Der Muscat de Lunel besitzt bereits seit dem 27. Oktober 1943 seine eigene Appellation d’Origine Contrôlée (kurz AOC), für den ausschließlich die Muskateller-Rebsorte Muscat blanc à petits grains zugelassen ist. Der Wein hatte schon zu Beginn des 17. Jahrhunderts einen hervorragenden Ruf und wurde später unter König Ludwig XIV. am Hof von Versailles ausgeschenkt. Gegen Mitte des 19. Jahrhunderts sank die Nachfrage stetig. Als das Gebiet im Jahr 1943 den Status einer Appellation erhielt, gab es noch 4 Winzer, die sich für das Produkt interessierten. Im ersten Jahr wurden nur 75 hl Wein erzeugt.
Im Jahr 2002 wurden auf 340 Hektar Fläche ca. 10.500 Hektoliter Wein erzeugt. 80 Winzer sind der Winzergenossenschaft Les Vignerons du Muscat de Lunel angeschlossen. Daneben vermarkten 5 Winzer ihre Produkte selbst. Die besten Lagen liegen in der Nähe der Gemeinde Lunel-Viel und heißen Clos du Mazet, Clos Bousquet, Clos du Capitaine Coste und Clos Reynaud.